# پکان پلنتیشن، تگزاس
پکان پلنتیشن (به انگلیسی: Pecan Plantation) یک منطقهٔ مسکونی در ایالات متحده آمریکا است که در شهرستان هود، تگزاس واقع شده‌است. پکان پلنتیشن ۱۹٫۸ کیلومتر مربع مساحت و ۵٬۲۹۴ نفر جمعیت دارد و ۲۱۹ متر بالاتر از سطح دریا واقع شده‌است.